# Grado en Ingeniería de Datos e Inteligencia Artificial

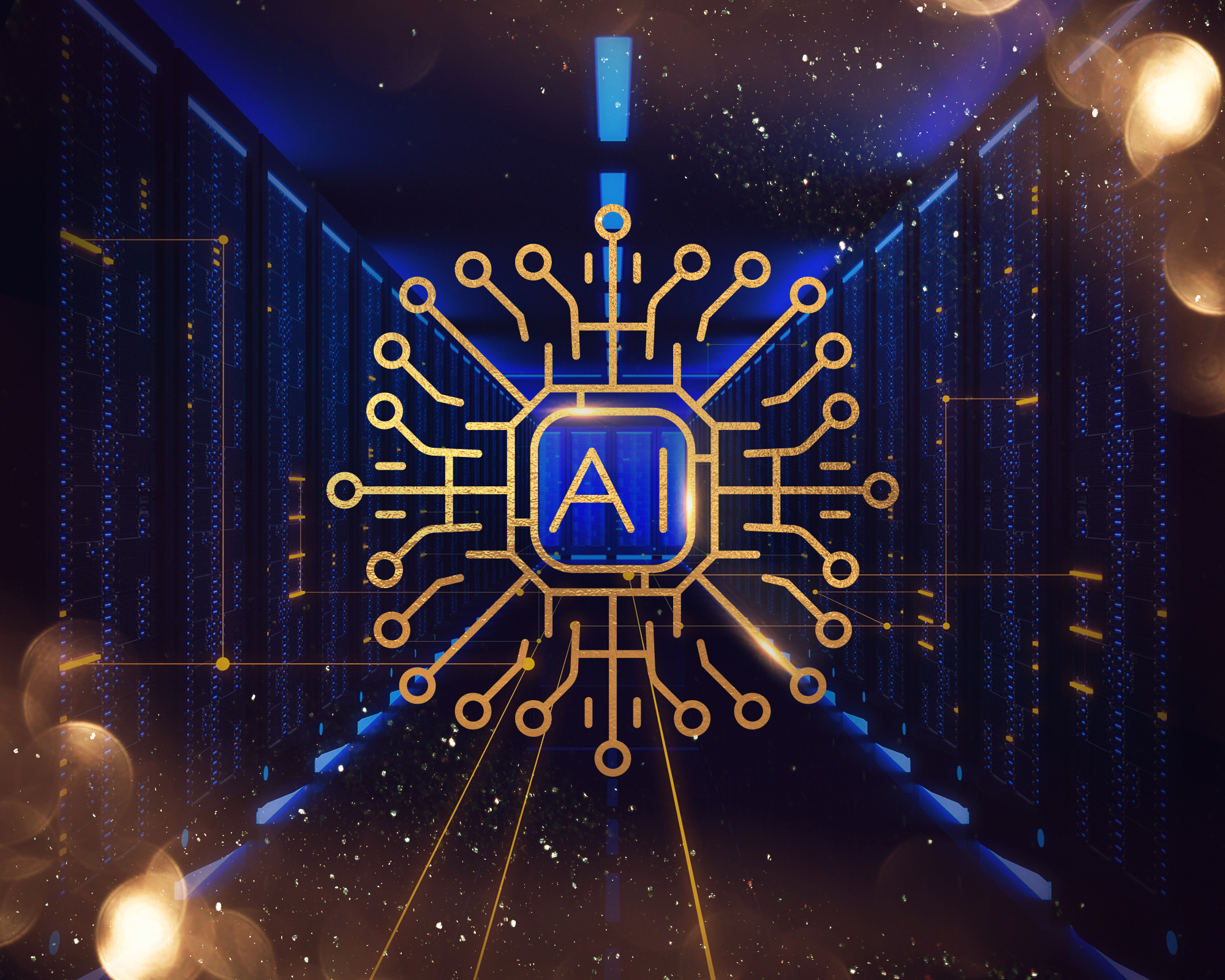
Imagen que representa la Inteligencia Artificial simulando unas neuronas.

Grado en Ingeniería de Datos e Inteligencia Artificial es el título de grado otorgado al completar un programa de estudios centrado en la adquisición de conocimientos técnicos, científicos, estadísticos y matemáticos para el diseño, implementación y optimización de sistemas y procesos que gestionan, analizan y extraen valor de grandes volúmenes de datos mediante el uso de técnicas de inteligencia artificial y aprendizaje automático.
Esta especialidad de la ingeniería combina los principios de la informática, el análisis de datos y la inteligencia artificial para el diseño, desarrollo, prueba y evaluación de algoritmos, sistemas y aplicaciones que permiten a las organizaciones tomar decisiones basadas en datos y mejorar sus procesos y servicios.
En la actualidad, cualquier organización depende de la información y los datos para dirigir y llevar a cabo eficientemente sus actividades empresariales. Los futuros Graduados en Ingeniería de Datos e Inteligencia Artificial serán expertos en el manejo y análisis de estos datos, ayudando a las organizaciones a utilizar tecnologías avanzadas de manera efectiva e integrarlas rápidamente en sus sistemas existentes para impulsar la innovación y el crecimiento.

## Educación

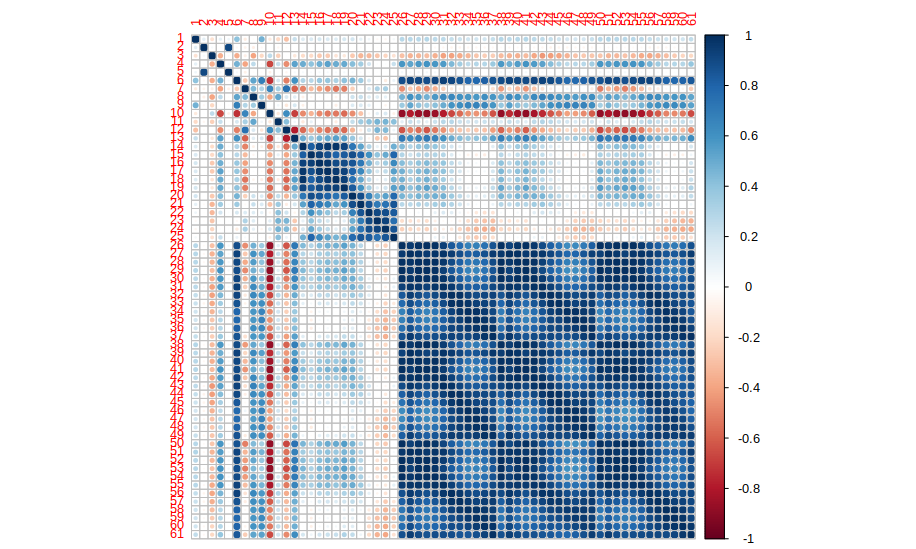
Un ejemplo de una matriz de confusión de ciencia de datos y aprendizaje automático, representativo de lo que un Graduado en Ingeniería de Datos e Inteligencia Artificial debe utilizar para el análisis de datos, modelado y desarrollo de soluciones basadas en inteligencia artificial

En España, la formación para adquirir los conocimientos necesarios para la obtención del título de Graduado en Ingeniería de Datos e Inteligencia Artificial se estructura en una carrera de 4 años de duración más un Trabajo de Final de Grado (TFG), donde el alumno demuestra que ha asimilado todo lo necesario para desempeñar su profesión.
Actualmente, con la aplicación del proceso de Bolonia, estos estudios son una evolución de las antiguas titulaciones de Ingeniería Técnica en Informática de Gestión y de Ingeniería Técnica en Informática de Sistemas, incorporando conocimientos específicos en análisis de datos, aprendizaje automático e inteligencia artificial. Las universidades en España están adaptando sus planes de estudio a los requisitos del Espacio Europeo de Educación Superior (EEES) para ofrecer una formación homogénea y de calidad en esta área.
La titulación de Grado en Ingeniería de Datos e Inteligencia Artificial habilita para el ejercicio de la profesión de Ingeniero Técnico en Informática especializado en el manejo y análisis de datos y el desarrollo de soluciones basadas en inteligencia artificial.[cita requerida] Además, permite el acceso a Colegios Profesionales de Ingenieros Técnicos en Informática en varias comunidades autónomas de España.